# 七ツ森森林公園
七ツ森森林公園（ななつもりしんりんこうえん）は、岩手県岩手郡雫石町に設けられた自然公園。

## 概要
本園は、2005年（平成17年）3月に国の名勝に指定された「イーハトーブの風景地」のひとつで、宮沢賢治ゆかりの景勝地である「七ツ森」にある。岩手県が事業主体となった生活環境保全林事業と、雫石町が事業主体となった山村広場整備事業によって整備された公園となっている。

## 七ツ森山
古くは内林と呼ばれ、生森（おおもり）・石倉森・鉢森（はちもり）・稗糠森（ひえぬかもり）・勘十郎森・見立森（みてのもり）・三角森（みかどもり）の７つからなる山。
見立森は、御所ダム建設のため採石が行われ、宮沢賢治の好んだ景観は変わりつつある。